# Fortschritt und Armut

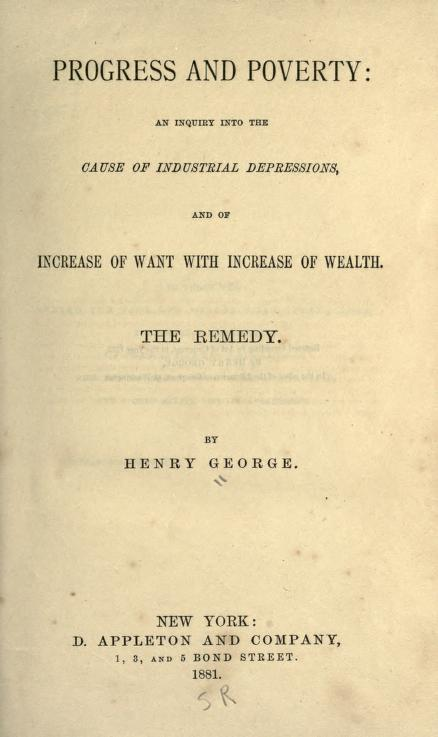
Titelseite des 1881 in den USA erschienenen Werks

Fortschritt und Armut: eine Untersuchung über die Ursache der industriellen Krisen und der Zunahme der Armut bei zunehmendem Reichtum (englisch Progress and Poverty: An Inquiry into the Cause of Industrial Depressions and of Increase of Want with Increase of Wealth: The Remedy) ist der Buchtitel eines 1879 erschienenen Buchs des amerikanischen Sozialtheoretikers und Ökonomen Henry George. Es ist eine Abhandlung über die Frage, warum Armut den wirtschaftlichen und technologischen Fortschritt begleitet und warum Volkswirtschaften eine Tendenz zu Boom- und Pleite-Zyklen zeigen. George verwendet Geschichte und deduktive Logik, um für eine radikale Lösung zu argumentieren, die sich auf die Eroberung wirtschaftlicher Mieten aus Rohstoff- und Landtiteln konzentriert.

## Allgemeines
Von dem Buch wurden mehrere Millionen Exemplare verkauft, womit es in den 1890er Jahren alle anderen Bücher außer der Bibel übertraf. Es hat zur Auslösung der Ära des Progressivismus und einer weltweiten sozialen Reformbewegung um eine Ideologie, die heute als Georgismus bekannt ist, beigetragen.

## Inhalt
In dem über 500 Seiten umfassenden Werk versuchte George eine Erklärung zu liefern, warum trotz steigender Produktivität das reale Einkommen großer Teile der Bevölkerung sinken kann, so wie er es in den Städten San Francisco und New York City in besonders drastischer Form wahrnahm. Er versuchte die allgemein akzeptierten Erklärungen im Sinne des Sozialdarwinismus zu widerlegen. Seiner Meinung nach beruhte die Armut der Massen in den amerikanischen Ballungszentren auf dem Landbesitz einer kleinen Minderheit.  
George ging in seinem Buch davon aus, dass mobile Produktionsfaktoren (Arbeit und Kapital) im Wettbewerb ihr vollständiges Grenzprodukt erzielen, weil sie sich einer Besteuerung wegen ihrer Faktormobilität (Arbeitsmobilität, Kapitalmobilität) entziehen könnten (etwa durch Steuerflucht, Kapitalflucht). Deshalb müsse der Grund und Boden als einziger nicht-mobiler Faktor mit einer Alleinsteuer belastet werden. Die hieraus gezogenen Schlussfolgerungen wurden später als Henry-George-Theorem bezeichnet.